# Aubrey Black
Aubrey Black (Gisborne, Nueva Zelanda; 28 de mayo de 1974) es una actriz pornográfica y modelo erótica neozelandesa afincada en Australia.

## Biografía
Nacida en mayo de 1974 en la ciudad de Gisborne, al norte de Nueva Zelanda. A los 16 años se mudó con su familia a Australia, residiendo en Brisbane, capital del estado de Queensland. Fue criada y educada como mormona, creencia en la que se mantuvo seguidora hasta los 30 años y en la que crio a sus dos hijos.
Comenzó realizando algunos trabajos en el sector del marketing, así como fotógrafa y diseñadora gráfica, con lo que fue impulsando lo que sería posteriormente su marca personal como modelo erótica y, más adelante, actriz pornográfica. No obstante, durante una de sus sesiones conoció a un grupo de acompañantes, que la remitieron la posibilidad que tenía de entrar como escort, a lo que accedió pese a las primeras reticencias como mormona y madre soltera de dos hijos en aquel entonces.
Afianzó su carrera como escort y como modelo erótica hasta el año 2017, cuando debutó como actriz pornográfica a los 43 años de edad. Al igual que otras tantas actrices que comenzaron con más de cuarenta años en la industria, por su físico, edad y atributos fue etiquetada tanto como una actriz MILF como cougar.
Ha sido galardonada con diversos premios concedidos por la industria del cine para adultos de Australia entre 2015 y 2017.
Como actriz ha grabado películas y escenas para productoras como Mind Geek, Brazzers, Reality Kings, MILF Hunters, Elegant Angel, Naughty America, Twistys, Cherry Pimps, Mommy Blows Best o Fake Taxi, entre otras.
Ha aparecido en más de 180 películas como actriz.
Algunos de sus trabajos son After School, Anal Mommas, Blacks On Cougars 17, Blind Date, Dirty Wives Club 23869, Instructor Fucks Kiwi MILF Hard, Milfs Grab Back, Perfect Date, Sweet n Sticky o Titty Typo.

## Premios y nominaciones
| Año  | Ceremonia                        | Resultado | Premio                        | Trabajo                 |
| ---- | -------------------------------- | --------- | ----------------------------- | ----------------------- |
| 2015 | Australian Adult Industry Awards | Ganadora  | Alpha Girl                    | —                       |
| 2015 | Australian Adult Industry Awards | Ganadora  | Best PSE Provider             | —                       |
| 2015 | Australian Adult Industry Awards | Ganadora  | Best Touring Escort           | —                       |
| 2016 | Australian Adult Industry Awards | Ganadora  | Best Adult Website            | www.missaubreyblack.com |
| 2016 | Australian Adult Industry Awards | Ganadora  | Best Escort Overall           | —                       |
| 2016 | Australian Adult Industry Awards | Ganadora  | Best Touring Escort           | —                       |
| 2016 | Australian Adult Industry Awards | Ganadora  | MILF of the year              | —                       |
| 2017 | Australian Adult Industry Awards | Ganadora  | Alpha Female                  | —                       |
| 2017 | Australian Adult Industry Awards | Ganadora  | Best Personal Assistant       | —                       |
| 2017 | Australian Adult Industry Awards | Ganadora  | MILF of the year              | —                       |
| 2019 | Premios AVN                      | Nominada  | Premio fan: MILF más caliente | —                       |